# Арцено (Ђенова)
Арцено је насеље у Италији у округу Ђенова, региону Лигурија.
Према процени из 2011. у насељу је живело 71 становника. Насеље се налази на надморској висини од 604 м.